# Ludwik Józef Piłsudski
Ludwik Józef Piłsudski herbu Kościesza odmienna – pisarz ziemski z repartycji telszewskiej/szawelskiej w latach 1765-1789, koniuszy żmudzki w latach 1746-1765.
W 1764 roku podpisał elekcję Stanisława Augusta Poniatowskiego z Księstwa Żmudzkiego.